# Ferrocarril Lucainena-Agua Amarga

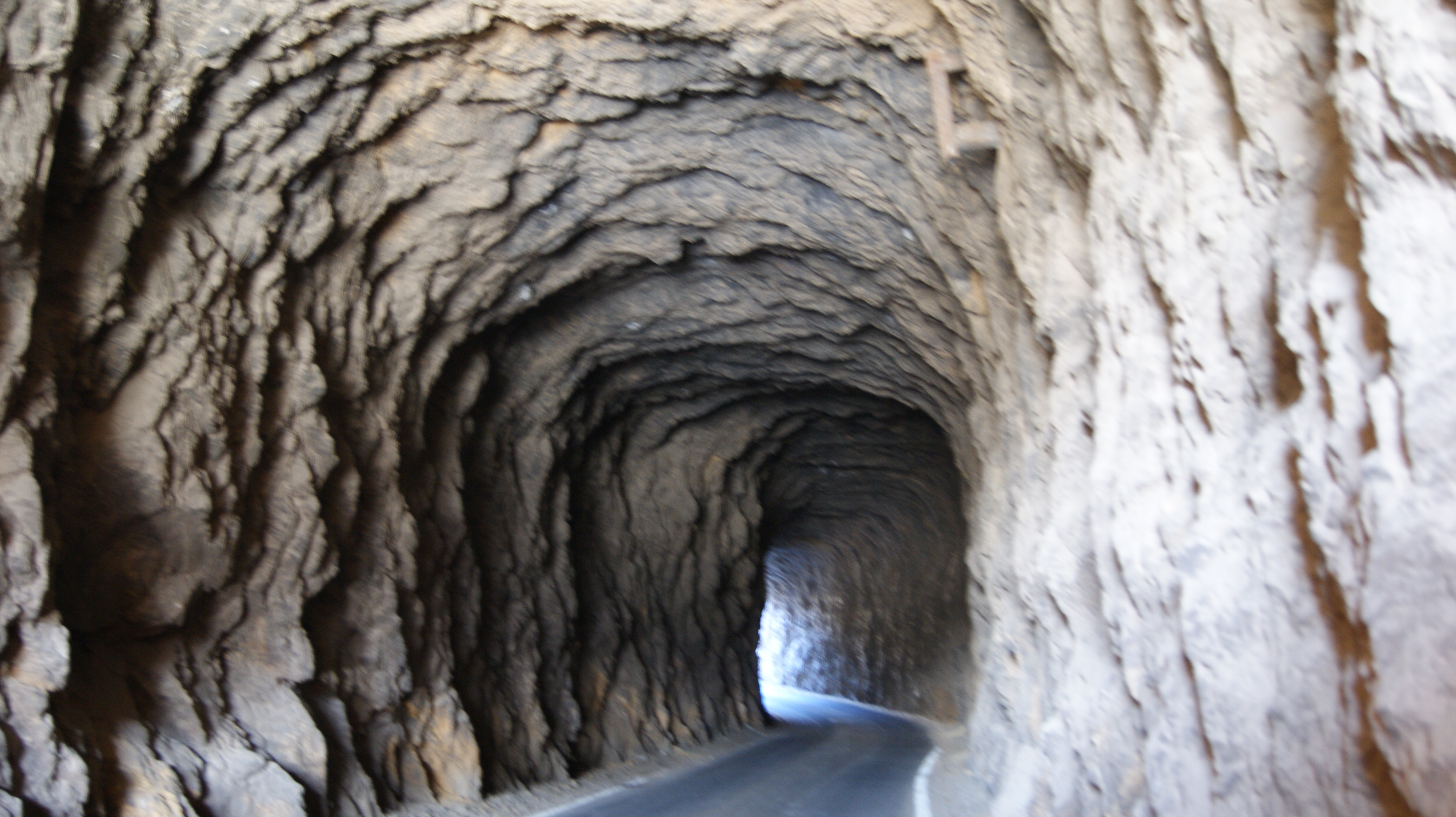
Vista del interior del túnel, excavado en la roca

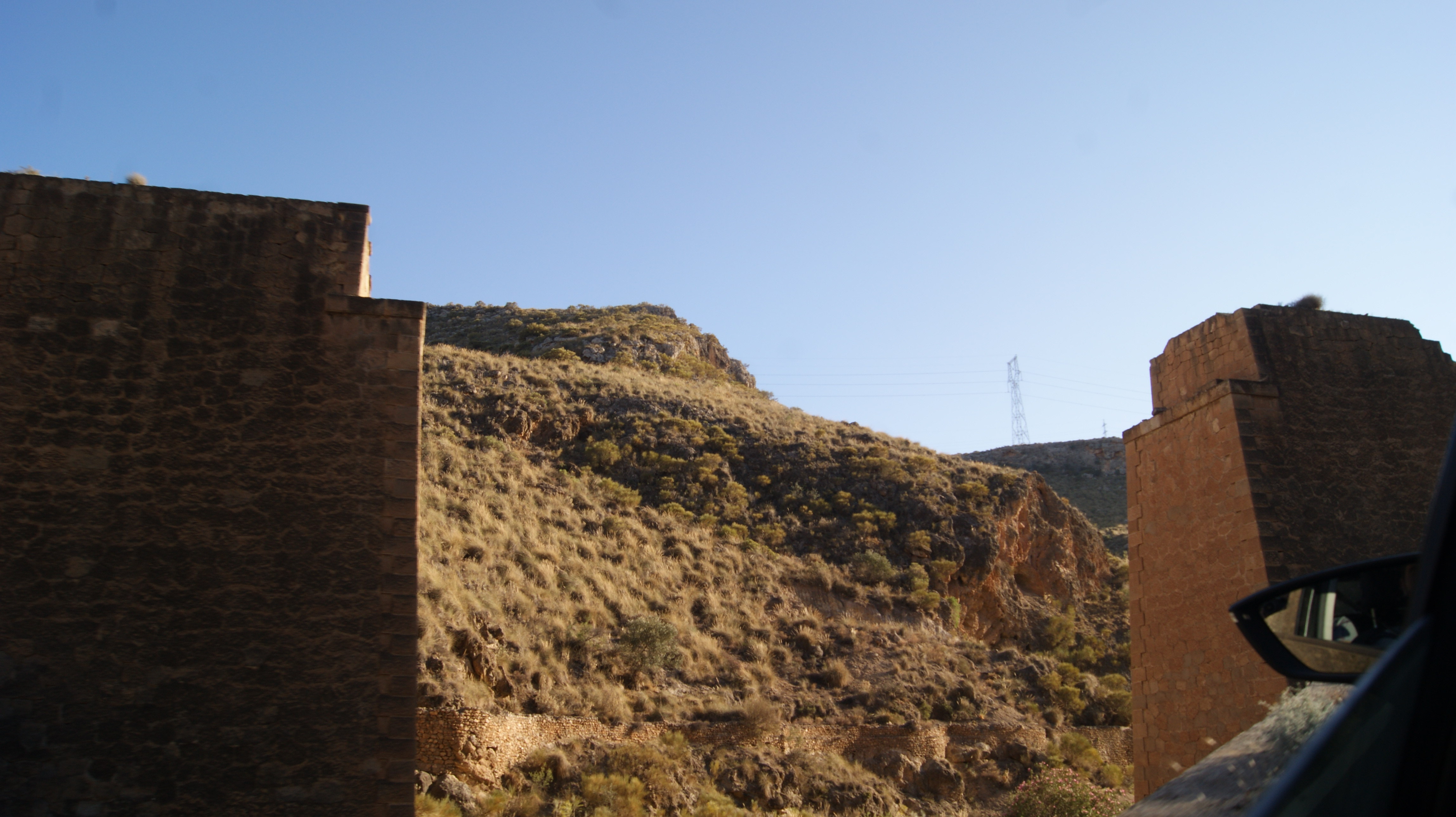
Ruinas del puente del Molinillo

El Ferrocarril Lucainena-Agua Amarga fue una vía férrea de vía estrecha localizada en la provincia de Almería, España, operada entre 1896 y 1942 y destinada principalmente al transporte de mineral metálico desde las minas de la ladera norte de Sierra Alhamilla, hasta el embarcadero antiguamente localizado en Agua Amarga; con una longitud de 36 km. Hoy en día su trazado se encuentra rehabilitado como vía verde.

## Historia
La minería moderna en la zona de Lucainena de las Torres comenzó a mediados del siglo XIX, pero el transporte del material extraído hasta los embarcaderos se realizaba mediante tracción animal. Sin embargo, con vistas a mejorar la rentabilidad de la actividad minera se comenzó a construir en 1894 una vía férrea entre el pueblo y Agua Amarga, a 35 km de distancia, atravesando una zona muy montañosa. Debido a la orografía, fueron necesarios varios puentes y un túnel de unos 100 metros de longitud, además de discurrir gran parte de su trayecto por trincheras.
A lo largo del recorrido, se instalaron un total de tres estaciones intermedias: Perelejos, Camarillas y La Palmerosa, de las cuales hoy sólo queda el depósito de agua de Camarillas.
Hacia 1942, debido al agotamiento de los filones de hierro y plomo, se cerraron las minas, lo que provocó el desmantelamiento del ferrocarril. Todo el material, incluidas las locomotoras, fue enviado hacia la capital para su conversión en metal, debido al fuerte desabastecimiento tras la Guerra Civil Española.

## Cargadero de Agua Amarga
Después de estudiar varias ubicaciones para instalar el embarcadero donde debía llegar el hierro de Lucainena, finalmente se optó por la ensenada de Agua Amarga, bien defendida de los temporales de levante por la orografía del lugar. En septiembre de 1894 comenzaron las obras y a mediados de 1895 se termina el muelle del embarcadero. Finalmente, en marzo de 1896, concluyen las obras, y en mayo de ese mismo año, se expide el primer cargamento de mineral acumulado en los cercanos depósitos de Agua Amarga a bordo del vapor Albia. El coste de estas instalaciones ferroviarias fue de 3.350.000 pesetas., los depósitos de mineral supusieron un gasto de 160.000 ptas., y el embarcadero un total de 265.000 ptas., con un coste medio de inversión de 100.000 ptas por kilómetro de vías.
Aunque la empresa minera mantuvo un buen nivel de actividad durante la primera década del siglo XX, en la segunda, el mercado empieza a no ser tan favorable. En los años que siguieron a la Primera Guerra Mundial tiene lugar una grave crisis siderúrgica en Europa y España, que supuso una durísima prueba para la minería nacional del hierro. Durante 1919 y 1920, los depósitos de Agua Amarga estaban repletos de un mineral que nadie compraba. A estas dificultades se unieron la competencia de los minerales norte-africanos, las mejoras salariales que comienzan a introducirse por esas fechas e incluso la falta de personal debida a los fuertes movimientos migratorios registrados en la provincia de Almería.
La Compañía soportó una marcha descendente hasta que en 1931, y ante la imposibilidad de exportar sus hierros, se ve obligada a suspender temporalmente la circulación del ferrocarril. La actividad se reanuda esporádicamente, pero en 1936, con el estallido de la Guerra Civil, la situación se agrava. Durante los tres años de contienda, las minas y el ferrocarril quedan en manos de los propios trabajadores, aunque sin gran actividad. En 1939 se reinició el tráfico por ferrocarril hasta que la actividad cesó por completo en 1942, fecha en que el vapor Bartolo cargó por última vez en Agua Amarga. Poco más tarde se comenzaron a desmantelar las instalaciones mineras y ferroviarias. Las locomotoras, los puentes y los ferrocarriles fueron desmontados y transportados en camiones hasta Almería.
Está incluido en el Catálogo General del Patrimonio Histórico Andaluz mediante una inscripción genérica colectiva de 2003.

## Material rodante
| Tipo  | N° y nombre     | Fabricante                 | N° de fábrica | Año  | Notas |
| ----- | --------------- | -------------------------- | ------------- | ---- | --- |
| 020 T | 1 "Gracia"      | Sächsische Maschinenfabrik | 2078          | 1895 | Suministrada por Richard Hartmann                                                                             |
| 020 T | 2 "Visto"       | Sächsische Maschinenfabrik | 2050          | 1895 | Suministrada por Richard Hartmann                                                                             |
| 032 T | 3 "Lucainena"   | Nasmyth Wilson             |               | 1895 | |
| 032 T | 4 "Níjar"       | Nasmyth Wilson             | 464           | 1895 | |
| 032 T | 5 "Agua Amarga" | Nasmyth Wilson             | 465           | 1895 | |
| 020 T | 6 "El Negro"    | Sharp Stewart              | 466           | 1896 | Traspasada al ferrocarril de la Compañía Minera de Setares en 1926, siendo allí desguazada en 1968.           |
| 020 T | 7 "Manuela"     | Sharp Stewart              |               | 1896 | Traspasada al ferrocarril de la Compañía Minera de Setares, siendo allí desguazada en 1968.                   |
| 031 T | 8 "Carboneras"  | Hunslet                    | 659           | 1896 | Traspasada a las Hulleras de Riosa, siendo allí rebautizada como Mariona y posteriormente desguazada en 1970. |
| 031 T | 9 "Peralejos"   | Sharp Stewart              | 4924          | 1902 | |